# Per Ciljan Skjelbred
Per Ciljan Skjelbred (Trondheim, 16 giugno 1987) è un calciatore norvegese, centrocampista del Ranheim.

## Carriera

### Club

#### Rosenborg
Ha iniziato la carriera in un piccolo club chiamato Trygg/Lade. Ha fatto una buona impressione ed è stato così selezionato per una competizione tra talenti calcistici chiamata Proffdrømmen, trasmessa dal canale TV3. Skjelbred ha vinto la gara e ha ottenuto come premio una settimana di allenamento con il Liverpool. Gli è stato offerto, dal club inglese, un contratto giovanile, che il calciatore ha declinato. Invece, ha scelto di giocare per il Rosenborg. Ha esordito il 9 giugno 2004, subentrando a Jan Gunnar Solli nel successo per 3-0 sul Bodø/Glimt.
Il 22 maggio 2005, è diventato il più giovane calciatore dell'Eliteserien a ricevere un cartellino rosso, nella sfida contro il Molde. Il 12 giugno successivo, sono arrivati i primi gol con questa maglia, con una doppietta nel successo per 4-0 sull'HamKam. Dopo aver segnato una rete nella Champions League 2005-2006, contro l'Olympiacos, si è infortunato nel ritorno al Lerkendal Stadion, disputato il 23 novembre 2005, a causa di una scivolata di Ieroklīs Stoltidīs. Entrambe le ossa della parte inferiore della gamba di Skjelbred si sono rotte, appena sopra la caviglia. Sebbene non avesse chance di raggiungere il pallone e fosse entrato a piedi uniti, Stoltidis ha dichiarato di non avere intenzione di infortunare il norvegese.
Ad ottobre 2007, è stato nominato tra i 50 talenti più interessanti dalla rivista Guerin Sportivo. Nello stesso anno è ritenuto come la stella del Rosenborg. Ha totalizzato 225 presenze complessive con questa casacca, vincendo quattro campionati.

#### Amburgo
Il 6 luglio 2011 l'Amburgo ha ufficializzato l'acquisto a titolo definitivo di Skjelbred. Ha debuttato nella Bundesliga il 13 agosto successivo, schierato titolare nel pareggio per 2-2 contro l'Hertha Berlino.

#### Hertha Berlino
Il 2 settembre 2013 è passato in prestito allo Hertha Berlino, fino al termine della stagione: è diventato così il quarto norvegese della storia del club. Ha esordito in squadra il 13 settembre, schierato titolare nella sconfitta casalinga per 0-1 contro lo Stoccarda. Il 22 settembre è arrivato la prima rete con questa maglia, nel pareggio per 1-1 sul campo del Friburgo.
A fine stagione, è tornato per un breve periodo all'Amburgo: dopo due panchine in gare ufficiali (una di coppa e una di campionato), fa ritorno all'Hertha a titolo definitivo in data 1º settembre. Ha firmato un contratto triennale e ha scelto la maglia numero 3.

### Nazionale
Ha giocato per tutte le rappresentative giovanili della Norvegia. Ha debuttato con la Nazionale maggiore nel 2007. Ha disputato una partita positiva contro la Germania, in una amichevole disputata ad Oslo a febbraio 2009 e vinta dagli scandinavi per uno a zero. L'11 giugno 2013 è arrivata la prima rete, nella vittoria per 2-0 sulla Macedonia. Il 2 settembre 2014, è stato nominato nuovo capitano della Norvegia. Il 9 settembre 2014 ha giocato la sua 25ª partita per la Norvegia e per questo ha ricevuto il Gullklokka. Il 22 febbraio 2017 ha lasciato la Nazionale.

## Statistiche

### Presenze e reti nei club
Statistiche aggiornate al 1º gennaio 2024.
| Stagione              | Club                  | Campionato            | Campionato | Campionato | Coppe nazionali | Coppe nazionali | Coppe nazionali | Coppe continentali | Coppe continentali | Coppe continentali | Supercoppe | Supercoppe | Supercoppe | Totale | Totale |
| Stagione              | Club                  | Comp                  | Pres       | Reti       | Comp            | Pres            | Reti            | Comp               | Pres               | Reti               | Comp       | Pres       | Reti       | Pres   | Reti   |
| --------------------- | --------------------- | --------------------- | ---------- | ---------- | --------------- | --------------- | --------------- | ------------------ | ------------------ | ------------------ | ---------- | ---------- | ---------- | ------ | ------ |
| 2004                  | Rosenborg             | ES                    | 2          | 0          | CN              | 2               | 0               | UCL                | 0                  | 0                  | -          | -          | -          | 4      | 0      |
| 2005                  | Rosenborg             | ES                    | 13         | 3          | CN              | 3               | 1               | UCL+CU             | 5+0                | 1+0                | -          | -          | -          | 21     | 5      |
| 2006                  | Rosenborg             | ES                    | 20         | 0          | CN              | 5               | 2               | -                  | -                  | -                  | -          | -          | -          | 25     | 2      |
| 2007                  | Rosenborg             | ES                    | 25         | 2          | CN              | 4               | 0               | UCL+CU             | 8+2                | 0                  | -          | -          | -          | 39     | 2      |
| 2008                  | Rosenborg             | ES                    | 25         | 1          | CN              | 2               | 1               | CU                 | 8                  | 3                  | -          | -          | -          | 35     | 5      |
| 2009                  | Rosenborg             | ES                    | 27         | 1          | CN              | 4               | 0               | UEL                | 4                  | 0                  | -          | -          | -          | 35     | 1      |
| 2010                  | Rosenborg             | ES                    | 29         | 1          | CN              | 5               | 2               | UEL+UEL            | 5+6                | 0                  | SN         | -          | -          | 45     | 3      |
| gen.-lug. 2011        | Rosenborg             | ES                    | 15         | 1          | CN              | 3               | 2               | UCL                | 3                  | 1                  | -          | -          | -          | 21     | 4      |
| 2011-2012             | Amburgo               | BL                    | 8          | 0          | CG              | 1               | 0               | -                  | -                  | -                  | -          | -          | -          | 9      | 0      |
| 2012-2013             | Amburgo               | BL                    | 18         | 0          | CG              | 1               | 0               | -                  | -                  | -                  | -          | -          | -          | 19     | 0      |
| Totale Amburgo        | Totale Amburgo        | Totale Amburgo        | 26         | 0          |                 | 2               | 0               |                    | -                  | -                  |            | -          | -          | 28     | 0      |
| 2013-2014             | Hertha Berlino        | BL                    | 28         | 2          | CG              | 0               | 0               | -                  | -                  | -                  | -          | -          | -          | 28     | 2      |
| 2014-2015             | Hertha Berlino        | BL                    | 26         | 0          | CG              | 0               | 0               | -                  | -                  | -                  | -          | -          | -          | 26     | 0      |
| 2015-2016             | Hertha Berlino        | BL                    | 31         | 0          | CG              | 4               | 0               | -                  | -                  | -                  | -          | -          | -          | 35     | 0      |
| 2016-2017             | Hertha Berlino        | BL                    | 26         | 0          | CG              | 3               | 0               | UEL                | 3                  | 0                  | -          | -          | -          | 32     | 0      |
| 2017-2018             | Hertha Berlino        | BL                    | 28         | 0          | CG              | 2               | 0               | UEL                | 3                  | 0                  | -          | -          | -          | 33     | 0      |
| 2018-2019             | Hertha Berlino        | BL                    | 16         | 0          | CG              | 1               | 0               | -                  | -                  | -                  | -          | -          | -          | 17     | 0      |
| 2019-2020             | Hertha Berlino        | BL                    | 24         | 0          | CG              | 1               | 0               | -                  | -                  | -                  | -          | -          | -          | 25     | 0      |
| Totale Hertha Berlino | Totale Hertha Berlino | Totale Hertha Berlino | 179        | 2          |                 | 12              | 0               |                    | 6                  | 0                  |            | -          | -          | 197    | 2      |
| lug.-dic. 2020        | Rosenborg             | ES                    | 15         | 1          | -               | -               | -               | UCL                | 3                  | 0                  | -          | -          | -          | 18     | 1      |
| 2021                  | Rosenborg             | ES                    | 17         | 1          | CN              | 1               | 0               | UECL               | 0                  | 0                  | -          | -          | -          | 18     | 1      |
| 2022                  | Rosenborg             | ES                    | 19         | 0          | CN              | 2               | 0               | -                  | -                  | -                  | -          | -          | -          | 21     | 0      |
| 2023                  | Rosenborg             | ES                    | 17         | 0          | CN              | 0               | 0               | UECL               | 3                  | 0                  | -          | -          | -          | 17     | 0      |
| Totale Rosenborg      | Totale Rosenborg      | Totale Rosenborg      | 224        | 11         |                 | 31              | 8               |                    | 47                 | 5                  |            | -          | -          | 299    | 24     |
| 2024                  | Ranheim               | 1D                    | 0          | 0          | CN              | 0               | 0               | -                  | -                  | -                  | -          | -          | -          | 0      | 0      |
| Totale                | Totale                | Totale                | 424        | 13         |                 | 45              | 8               |                    | 53                 | 5                  |            | -          | -          | 509    | 26     |

### Cronologia presenze e reti in Nazionale
| Cronologia completa delle presenze e delle reti in nazionale ― Norvegia | Cronologia completa delle presenze e delle reti in nazionale ― Norvegia | Cronologia completa delle presenze e delle reti in nazionale ― Norvegia | Cronologia completa delle presenze e delle reti in nazionale ― Norvegia | Cronologia completa delle presenze e delle reti in nazionale ― Norvegia | Cronologia completa delle presenze e delle reti in nazionale ― Norvegia | Cronologia completa delle presenze e delle reti in nazionale ― Norvegia | Cronologia completa delle presenze e delle reti in nazionale ― Norvegia |
| Data                                                                    | Città                                                                   | In casa                                                                 | Risultato                                                               | Ospiti                                                                  | Competizione                                                            | Reti                                                                    | Note                                                                    |
| ----------------------------------------------------------------------- | ----------------------------------------------------------------------- | ----------------------------------------------------------------------- | ----------------------------------------------------------------------- | ----------------------------------------------------------------------- | ----------------------------------------------------------------------- | ----------------------------------------------------------------------- | ----------------------------------------------------------------------- |
| 28-3-2007                                                               | Francoforte                                                             | Turchia                                                                 | 2 – 2                                                                   | Norvegia                                                                | Qual. Euro 2008                                                         | -                                                                       |                                                                         |
| 17-11-2007                                                              | Oslo                                                                    | Norvegia                                                                | 1 – 2                                                                   | Turchia                                                                 | Qual. Euro 2008                                                         | -                                                                       |                                                                         |
| 21-11-2007                                                              | Ta' Qali                                                                | Malta                                                                   | 1 – 4                                                                   | Norvegia                                                                | Qual. Euro 2008                                                         | -                                                                       |                                                                         |
| 26-3-2008                                                               | Podgorica                                                               | Montenegro                                                              | 3 – 1                                                                   | Norvegia                                                                | Amichevole                                                              | -                                                                       |                                                                         |
| 28-5-2008                                                               | Oslo                                                                    | Norvegia                                                                | 2 – 2                                                                   | Uruguay                                                                 | Amichevole                                                              | -                                                                       |                                                                         |
| 6-9-2008                                                                | Oslo                                                                    | Norvegia                                                                | 2 – 2                                                                   | Islanda                                                                 | Qual. Mondiali 2010                                                     | -                                                                       |                                                                         |
| 19-11-2008                                                              | Dnipropetrovs'k                                                         | Ucraina                                                                 | 1 – 0                                                                   | Norvegia                                                                | Amichevole                                                              | -                                                                       |                                                                         |
| 11-2-2009                                                               | Düsseldorf                                                              | Germania                                                                | 0 – 1                                                                   | Norvegia                                                                | Amichevole                                                              | -                                                                       |                                                                         |
| 6-6-2009                                                                | Skopje                                                                  | Macedonia                                                               | 0 – 0                                                                   | Norvegia                                                                | Qual. Mondiali 2010                                                     | -                                                                       |                                                                         |
| 10-6-2009                                                               | Rotterdam                                                               | Paesi Bassi                                                             | 2 – 0                                                                   | Norvegia                                                                | Qual. Mondiali 2010                                                     | -                                                                       |                                                                         |
| 12-8-2009                                                               | Oslo                                                                    | Norvegia                                                                | 4 – 0                                                                   | Scozia                                                                  | Qual. Mondiali 2010                                                     | -                                                                       |                                                                         |
| 14-11-2009                                                              | Ginevra                                                                 | Svizzera                                                                | 0 – 1                                                                   | Norvegia                                                                | Amichevole                                                              | -                                                                       |                                                                         |
| 3-3-2010                                                                | Žilina                                                                  | Slovacchia                                                              | 0 – 1                                                                   | Norvegia                                                                | Amichevole                                                              | -                                                                       |                                                                         |
| 29-5-2010                                                               | Oslo                                                                    | Norvegia                                                                | 2 – 1                                                                   | Montenegro                                                              | Amichevole                                                              | -                                                                       |                                                                         |
| 2-6-2010                                                                | Oslo                                                                    | Norvegia                                                                | 0 – 1                                                                   | Ucraina                                                                 | Amichevole                                                              | -                                                                       |                                                                         |
| 11-8-2010                                                               | Oslo                                                                    | Norvegia                                                                | 2 – 1                                                                   | Francia                                                                 | Amichevole                                                              | -                                                                       |                                                                         |
| 7-6-2013                                                                | Tirana                                                                  | Albania                                                                 | 1 – 1                                                                   | Norvegia                                                                | Qual. Mondiali 2014                                                     | -                                                                       |                                                                         |
| 11-6-2013                                                               | Oslo                                                                    | Norvegia                                                                | 2 – 0                                                                   | Macedonia                                                               | Amichevole                                                              | 1                                                                       |                                                                         |
| 11-10-2013                                                              | Maribor                                                                 | Slovenia                                                                | 3 – 0                                                                   | Norvegia                                                                | Qual. Mondiali 2014                                                     | -                                                                       |                                                                         |
| 15-10-2013                                                              | Oslo                                                                    | Norvegia                                                                | 1 – 1                                                                   | Islanda                                                                 | Qual. Mondiali 2014                                                     | -                                                                       |                                                                         |
| 15-11-2013                                                              | Herning                                                                 | Danimarca                                                               | 2 – 1                                                                   | Norvegia                                                                | Amichevole                                                              | -                                                                       |                                                                         |
| 19-11-2013                                                              | Molde                                                                   | Norvegia                                                                | 0 – 1                                                                   | Scozia                                                                  | Amichevole                                                              | -                                                                       |                                                                         |
| 5-3-2014                                                                | Praga                                                                   | Rep. Ceca                                                               | 2 – 2                                                                   | Norvegia                                                                | Amichevole                                                              | -                                                                       |                                                                         |
| 3-9-2014                                                                | Londra                                                                  | Inghilterra                                                             | 1 – 0                                                                   | Norvegia                                                                | Amichevole                                                              | -                                                                       | cap.                                                                    |
| 9-9-2014                                                                | Oslo                                                                    | Norvegia                                                                | 0 – 2                                                                   | Italia                                                                  | Qual. Euro 2016                                                         | -                                                                       | cap.                                                                    |
| 10-10-2014                                                              | Ta' Qali                                                                | Malta                                                                   | 0 – 3                                                                   | Norvegia                                                                | Qual. Euro 2016                                                         | -                                                                       | cap.                                                                    |
| 13-10-2014                                                              | Oslo                                                                    | Norvegia                                                                | 2 – 1                                                                   | Bulgaria                                                                | Qual. Euro 2016                                                         | -                                                                       | cap.                                                                    |
| 12-11-2014                                                              | Oslo                                                                    | Norvegia                                                                | 0 – 1                                                                   | Estonia                                                                 | Amichevole                                                              | -                                                                       | cap.                                                                    |
| 16-11-2014                                                              | Baku                                                                    | Azerbaigian                                                             | 0 – 1                                                                   | Norvegia                                                                | Qual. Euro 2016                                                         | -                                                                       | cap.                                                                    |
| 28-3-2015                                                               | Zagabria                                                                | Croazia                                                                 | 5 – 1                                                                   | Norvegia                                                                | Qual. Euro 2016                                                         | -                                                                       | cap.                                                                    |
| 8-6-2015                                                                | Oslo                                                                    | Norvegia                                                                | 0 – 0                                                                   | Svezia                                                                  | Amichevole                                                              | -                                                                       | cap.                                                                    |
| 12-6-2015                                                               | Oslo                                                                    | Norvegia                                                                | 0 – 0                                                                   | Azerbaigian                                                             | Qual. Euro 2016                                                         | -                                                                       | cap.                                                                    |
| 3-9-2015                                                                | Sofia                                                                   | Bulgaria                                                                | 0 – 1                                                                   | Norvegia                                                                | Qual. Euro 2016                                                         | -                                                                       |                                                                         |
| 6-9-2015                                                                | Oslo                                                                    | Norvegia                                                                | 2 – 0                                                                   | Croazia                                                                 | Qual. Euro 2016                                                         | -                                                                       | cap.                                                                    |
| 10-10-2015                                                              | Oslo                                                                    | Norvegia                                                                | 2 – 0                                                                   | Malta                                                                   | Qual. Euro 2016                                                         | -                                                                       | cap.                                                                    |
| 13-10-2015                                                              | Roma                                                                    | Italia                                                                  | 2 – 1                                                                   | Norvegia                                                                | Qual. Euro 2016                                                         | -                                                                       | cap.                                                                    |
| 12-11-2015                                                              | Oslo                                                                    | Norvegia                                                                | 0 – 1                                                                   | Ungheria                                                                | Qual. Euro 2016                                                         | -                                                                       | cap.                                                                    |
| 15-11-2015                                                              | Budapest                                                                | Ungheria                                                                | 2 – 1                                                                   | Norvegia                                                                | Qual. Euro 2016                                                         | -                                                                       | cap.                                                                    |
| 24-3-2016                                                               | Tallinn                                                                 | Estonia                                                                 | 0 – 0                                                                   | Norvegia                                                                | Amichevole                                                              | -                                                                       | cap.                                                                    |
| 29-3-2016                                                               | Oslo                                                                    | Norvegia                                                                | 2 – 0                                                                   | Finlandia                                                               | Amichevole                                                              | -                                                                       | cap.                                                                    |
| 8-10-2016                                                               | Baku                                                                    | Azerbaigian                                                             | 1 – 0                                                                   | Norvegia                                                                | Qual. Mondiali 2018                                                     | -                                                                       | cap.                                                                    |
| 11-10-2016                                                              | Oslo                                                                    | Norvegia                                                                | 4 – 1                                                                   | San Marino                                                              | Qual. Mondiali 2018                                                     | -                                                                       | cap.                                                                    |
| 11-11-2016                                                              | Praga                                                                   | Rep. Ceca                                                               | 2 – 1                                                                   | Norvegia                                                                | Amichevole                                                              | -                                                                       | cap.                                                                    |
| Totale                                                                  |                                                                         | Presenze                                                                | 43                                                                      |                                                                         | Reti                                                                    | 1                                                                       |                                                                         |

## Palmarès

### Club

#### Competizioni nazionali
- Campionato norvegese: 4

Rosenborg: 2004, 2006, 2009, 2010